# 多重積分
数学の微分積分学周辺分野における重積分（じゅうせきぶん、英: multiple integral; 多重積分）は、一変数の実函数に対する定積分を多変数函数に対して拡張したものである。n-変数函数の重積分は n-重積分とも呼ばれ、二変数および三変数函数に対する重積分は、それぞれ特に二重積分 (double integral) および三重積分 (triple integral) と呼ばれる。

## 導入

二つの曲線に挟まれた領域の面積としての積分

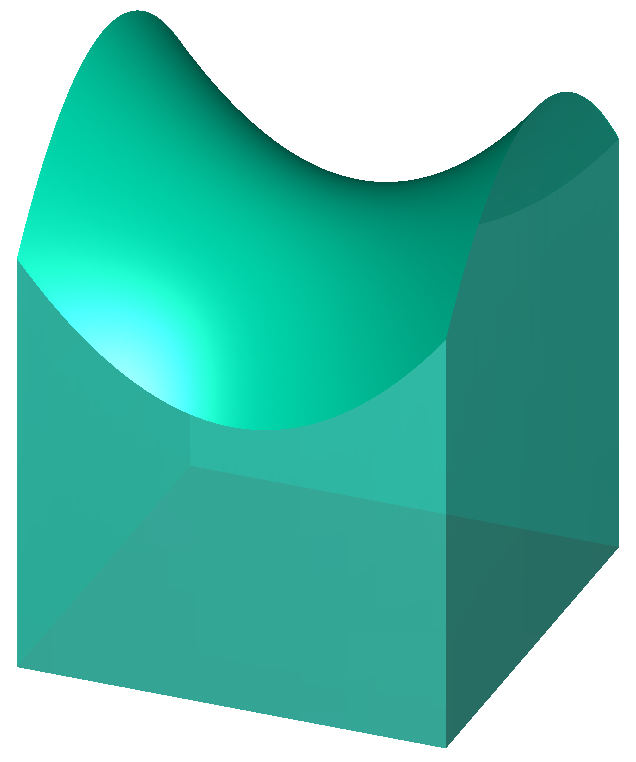
曲面 z = x^{2} − y^{2} の下にある領域の体積としての二重積分。立体の底面となる矩形領域が積分領域で、上面となる曲面は二変数の被積分函数のグラフである。

一変数の正値函数の定積分が、函数のグラフと x-軸とに挟まれた領域の面積を表していたのとちょうど同じように、二変数の正値函数の二重積分は（三次元空間内のデカルト平面上で定義される）函数のグラフとして得られる曲面とその函数の定義域を含む平面との間に挟まれる領域の体積を表す。変数の数が三以上の多変数函数についても同様に、多変数函数のグラフと定義域を含む長空間で挟まれる領域の超体積に多重積分が対応している。
領域 D 上で定義された n-変数函数 f(x1, x2, …, xn) の多重積分は、実行と逆順（最初の積分記号は最後の積分演算に対応する）に並べた積分記号と正順（最初の積分変数が最初の積分演算に対応する）に並べた積分変数で被積分函数を挟んだ入れ子構造として
{\displaystyle \int \cdots \int _{D}f(x_{1},x_{2},\ldots ,x_{n})\,dx_{1}\cdots dx_{n}}
のように書かれることが最もよくある形である（積分領域は、それが積分記号の全てに関係することを象徴的に表すのと記号の簡素化を図るために、総じて全ての積分記号の右または真下に一つだけ附す。）。特に、S ⊆ R2 の場合、f の T 上の二重積分は
{\displaystyle \iint _{S}f(x,y)\,dx\,dy}
のように書かれ、T ⊆ R3 のとき f の T 上の三重積分は
{\displaystyle \iiint \limits _{T}f(x,y,z)\,dx\,dy\,dz}
のように書かれる。規約により、二重積分で積分記号を二つ、三重積分では積分記号が三つ書かれることになるが、これは重積分を逐次積分として計算する場合（後述）の便宜を考えてのことである。
原始函数の概念は一変数のときのみ定義されたものであるから、不定積分の概念をそのまま重積分の場合にも拡張することはできない。

## 厳密な定義
n > 1 として、（右）「半開」n-次元超矩形領域（あるいは一次元の場合のアナロジーで単に区間とも呼ぶ）T を
{\displaystyle T=[a_{1},b_{1})\times [a_{2},b_{2})\times \cdots \times [a_{n},b_{n})\subseteq \mathbb {R} ^{n}}
で定義し、各区間 [aj, bj) を互いに交わらない左閉右半開小区間 ijα の有限族 Ij に分割すれば、半開小矩形の有限族 C が
{\displaystyle C=I_{1}\times I_{2}\times \cdots \times I_{n}}
によって得られ、これが半開超矩形 T の分割が得られる。すなわち、小矩形領域 Ck はどの二つも互いに素で、それらの和集合が T に一致する。
半開矩形領域 T 上で定義される函数 f: T → R と、上述のような T の分割 C が
{\displaystyle T=C_{1}\cup C_{2}\cup \cdots \cup C_{m}}
で与えられるとき、T と f が囲む領域の n-次元体積の総計をリーマン和
{\displaystyle \sum _{k=1}^{m}f(P_{k}){\text{vol}}(C_{k})}
によって近似することができる。ただし、Pk は Ck から取った代表点で、vol(Ck) は Ck を一次元区間の直積として表したときの各区間の長さの総乗、すなわち Ck の容積（測度）である。
分割の小矩形 Ck の径とは、Ck を直積として構成する一次元区間のうちの長さの最大値を言い、また矩形領域 T の与えられた分割の径とは、その分割に属する小矩形の径の最大値を言う。直観的に、分割の径をどんどん小さくしていけば、小矩形の総数 m はどんどん大きくなり、また各小矩形の容積 vol(Ck) はどんどん小さくなる。函数 f がリーマン可積分であるとは、径が高々 δ であるような T の可能な分割すべてを亘る極限
{\displaystyle S=\lim _{\delta \to 0}\sum _{k=1}^{m}f(P_{k}){\text{vol}}(C_{k})}
が存在することを言う。f が T 上でリーマン可積分であるとき、先ほどの S を f の T 上のリーマン積分と呼び、
{\displaystyle \int \cdots \int _{T}f(x_{1},x_{2},\ldots ,x_{n})dx_{1}\cdots dx_{n}}
で表す。ベクトル記法 x = (x1, …, xn) を用いて簡潔に
{\displaystyle \int _{T}f(\mathbf {x} )\,d\mathbf {x} }
と書くこともある。このとき dx は n-次元体積要素を表す。
以上では T を半開矩形領域としたが、勝手な n-次元有界領域上の函数のリーマン積分は、与えられた函数を適当な半開矩形領域上で定義される函数に（もともとの定義域の外では値が 0 となるように）延長してやれば定義できる。すなわち、もともとの函数のもともとの領域上の積分というのを、この矩形領域上のいま延長した函数の積分として定義すればよい。このようにして定義される n-次元のリーマン積分を n に依らず総称して多重リーマン積分または単に重積分と呼ぶ。
また、n-次元ルベーグ測度 dxn に関するルベーグ積分を多重ルベーグ積分若しくは単に重積分と呼ぶこともある。

## 性質
一変数函数の積分が持つ多くの性質（たとえば線型性、領域の加法性、単調性など）は、重積分に対しても成立する。また、積分順序の変更に関する重要な性質として、フビニの定理としてよく知られる、ある種の条件下で重積分の値が積分順序に依らないというものがある。
被積分函数に対する線型性
{\displaystyle \int _{D}(\alpha f+\beta g)(\mathbf {x} )d\mathbf {x} =\alpha \int _{D}f(\mathbf {x} )d\mathbf {x} +\beta \int _{D}g(\mathbf {x} )d\mathbf {x} .}
積分領域に対する加法性
{\displaystyle \int _{D\sqcup E}f(\mathbf {x} )d\mathbf {x} =\int _{D}f(\mathbf {x} )d\mathbf {x} +\int _{E}f(\mathbf {x} )d\mathbf {x} .}
被積分函数に対する単調性
D 上で f ≤ g であるならば
{\displaystyle \int _{D}f(\mathbf {x} )d\mathbf {x} \leq \int _{D}g(\mathbf {x} )d\mathbf {x} .}
積分領域に対する単調性
f ≥ 0, D ⊆ E ならば
{\displaystyle \int _{D}f(\mathbf {x} )d\mathbf {x} \leq \int _{E}f(\mathbf {x} )d\mathbf {x} .}
絶対値に関する不等式
{\displaystyle \left|\int _{D}f(\mathbf {x} )d\mathbf {x} \right|\leq \int _{D}|f(\mathbf {x} )|d\mathbf {x} .}
積分の平均値定理
{\displaystyle \inf _{\mathbf {x} \in D}f(\mathbf {x} )\leq {\frac {1}{{\text{vol}}(D)}}\int _{D}f(\mathbf {x} )d\mathbf {x} \leq \sup _{\mathbf {x} \in D}f(\mathbf {x} ).}

## 変数変換
積分の限界は（領域がよい性質を持つか、複雑な式を用いでもしない限り）容易に入れ替えることは普通できない。扱う式が依り簡単になるような、より「素性のよい」領域上の積分へ書き換えるための変数変換を行うには、函数を新しい座標系で適切に扱う必要がある。
領域 A を動く変数 x を、可微分同相写像 Φ: B → A によって y に変数変換するとき、A 上の函数 f: A → R の積分は
{\displaystyle \int _{A}f(\mathbf {x} )d\mathbf {x} =\int _{B}f(\Phi (\mathbf {y} ))|\det(J_{\Phi }(\mathbf {y} ))|d\mathbf {y} }
のように変換を受ける。ここで JΦ は Φ の函数行列で、det はその行列式を、縦棒はその絶対値を表す。すなわち、函数の引数は変数変換にそのまま従って置き換えればよいが、体積要素の置き換えには局所的な比を表す函数行列式が現れるのである。

## 多変数の広義積分

非有界領域の例

一変数の場合と同様に、多重リーマン積分を定義できるのは有界領域上で有界な函数だけであり、非有界領域上の積分あるいは領域の境界の近くで非有界な函数の積分に定義を拡張しようとした場合は、広義積分を考えることが必要になる。広義多重積分は領域の極限のとり方の自由度が高い（極限によって必ずしも面積が確定しない領域が存在する）ため、一変数の場合の広義積分と少々事情が異なるが、一定の仮定を満たす場合については一変数と同様の議論を行うことができる。
最も単純な場合として、非有界領域 D 上で定義された正値函数 f で、その領域に含まれる任意の有界閉部分領域（コンパクト領域）K 上で函数が有界かつ可積分であるものを考える。この場合、もともとの非有界領域 D が有界閉部分領域の列または有向族 Kλ の極限として到達可能ならば、f の D 上の積分を極限
{\displaystyle \int _{D}f(\mathbf {x} )d\mathbf {x} :=\lim _{K_{\lambda }\to D}f(\mathbf {x} )d\mathbf {x} }
によって定義し、これが有限な値をとるとき f は D 上で広義リーマン可積分あるいは単に広義積分可能であるという。ただし、これが極限の取り方に依らず一定の値を有することは証明を要する。
一般に正にも負にもなる函数 f については、それを正部分 f+ と負部分 f− に分解して、絶対変動 |f| = f+ + f− が広義積分可能（つまり、正部分と負部分がともに広義積分可能）である場合には、
{\displaystyle \int _{D}f(\mathbf {x} )d\mathbf {x} =\int _{D}f^{+}(\mathbf {x} )d\mathbf {x} -\int _{D}f^{-}(\mathbf {x} )d\mathbf {x} }
が広義積分可能であると定めればよい。
考えているのがルベーグ積分であるなら、今扱ったような（絶対可積分の）場合はもともとルベーグ積分の扱う範囲に含まれるので、改めて広義積分を考える必要はない。しかしそれ以外の場合については、一変数の場合と同様に、広義リーマン積分としては定義できるけれどもルベーグ積分は定義されないということが起こりうる（ただし、既に述べたように条件可積分であるような広義リーマン積分は容易に扱えない）。

## 重積分と累次積分
適当な条件下においては、重積分は累次積分に等しく、帰納的に一次元の積分の繰り返しに帰着することができる。すなわち、
{\displaystyle \int _{D^{N}}f(x_{1},\ldots ,x_{N})dx_{1}\cdots dx_{N}=\int _{D^{N-1}}dx_{1}\cdots dx_{N-1}\int _{D^{1}}f(x_{1},\ldots ,x_{N})dx_{N}}
を帰納的に用いて計算ができる（右辺は、まず xN に関して f を積分したものを、さらに残りの変数に関して積分することを表す）。ただし、積分領域の右肩の添字はその領域の次元を示すもので、DN = DN−1 × N1 であるものとする。
フビニの定理によれば、f の重積分が絶対可積分であるとき、すなわち
{\displaystyle \int _{A\times B}|f(x,y)|\,d(x,y)<\infty }
が成立するとき、
{\displaystyle \int _{A\times B}f(x,y)\,d(x,y)=\int _{A}\left(\int _{B}f(x,y)\,dy\right)dx=\int _{B}\left(\int _{A}f(x,y)\,dx\right)dy}
が成立する。特に、このような条件が満たされるのは |f(x, y)| が有界函数で、A, B がともに有界集合となるときに限る。
絶対可積分でない場合には、重積分と累次積分とは一般には異なる概念を定めるが、特に両者に同一の記法を用いることもよくあるから混同しないように注意する必要がある。真の二重積分でない累次積分を表すのに
{\displaystyle \int _{0}^{1}\int _{0}^{1}f(x,y)\,dy\,dx}
のような記法をもちいることもある。この累次積分では、外側の積分
{\displaystyle \int _{0}^{1}\cdots \,dx}
は内側の積分によって得られる函数
{\displaystyle g(x)=\int _{0}^{1}f(x,y)\,dy}
の、x に関する積分を意味するものである。他方、二重積分は、xy-平面上の領域に関して定義される。二重積分が存在するならば、それは "dy dx" あるいは "dx dy" に関する二種類の累次積分のいずれとも等しく、故にしばしばこのいずれかの累次積分を用いて二重積分を計算することが行われる。しかし問題は、この二つの累次積分がともに存在するにもかかわらず二重積分が存在しない場合があることであって、またそのような場合のうちに両累次積分の値が異なる、つまり
{\displaystyle \int _{0}^{1}\int _{0}^{1}f(x,y)\,dy\,dx\neq \int _{0}^{1}\int _{0}^{1}f(x,y)\,dx\,dy}
となる場合が存在しうることである。そのような場合を、条件付可積分という。
累次積分ではない二重積分であることを強調するために
{\displaystyle \int _{[0,1]\times [0,1]}f(x,y)\,dx\,dy}
のような記法を用いることもある。

## 応用の実例
極めて一般に、一変数の場合と同様、多重積分を使って与えられた集合上の函数の「平均」を求めることができる。n-次元空間内の部分集合 D ⊆ Rn と D 上の可積分函数 f が与えられれば、その領域 D 上の f の値の平均値は
{\displaystyle {\bar {f}}={\frac {1}{{\text{vol}}(D)}}\int _{D}f(x)\,dx}
で与えられる。ここに、vol(D) は D の容積である。
加えて、多重積分は物理学において多くの用例がある。以下、いくつかの例とその種々の記法について記す。
力学において慣性モーメントは距離の自乗を重みとする密度の体積分（三重積分）
{\displaystyle I_{z}=\iiint _{V}\rho r^{2}\,dV}
で与えられる。質量分布に付随する重力ポテンシャルは三次元ユークリッド空間 R3 上の質量測度 dm によって
{\displaystyle V(\mathbf {x} )=-\int _{\mathbf {R} ^{3}}{\frac {G}{|\mathbf {x} -\mathbf {y} |}}\,dm(\mathbf {y} )}
と与えられる。この分布の密度を表す連続函数 ρ(x) が存在するならば、つまり d3x を三次元ユークリッド空間の体積要素として 
dm(x) = ρ(x)d 3x と書けるならば、重力ポテンシャルは
{\displaystyle V(\mathbf {x} )=-\int _{\mathbf {R} ^{3}}{\frac {G}{|\mathbf {x} -\mathbf {y} |}}\,\rho (\mathbf {y} )\,d^{3}\mathbf {y} }
の形になる。電磁気学では、マクスウェルの方程式に重積分を用いて電場や磁場の総体を計算することができる。例えば、空間電荷密度 ρ(r) の電荷分布から作られる電場は、三重積分
{\displaystyle \mathbf {E} ={\frac {1}{4\pi \epsilon _{0}}}\iiint {\frac {\mathbf {r} -\mathbf {r} '}{\left\|\mathbf {r} -\mathbf {r} '\right\|^{3}}}\rho (\mathbf {r} ')\,d^{3}\mathbf {r} '}
で得られる。これは電荷分布を表す符号付測度に関する積分としても書くことができる。